# Branchiostegus vittatus
Branchiostegus vittatus är en fiskart som beskrevs av Herre 1926. Branchiostegus vittatus ingår i släktet Branchiostegus och familjen Malacanthidae. Inga underarter finns listade.